# Jack Randall
Jack Randall (Oxford, 31 luglio 1988) è un attore statunitense.

## Biografia
È divenuto noto all'età di 14 anni per aver recitato nel film Master & Commander - Sfida ai confini del mare (2003), con Russell Crowe, interpretando il ruolo del giovane marinaio Boyle; il film ha segnato il suo debutto cinematografico.

## Filmografia
- Master & Commander - Sfida ai confini del mare (Master and Commander: The Far Side of the World), regia di Peter Weir (2003)